# Marie-Maurille de Sombreuil
Jeanne-Jacques-Marie-Anne-Françoise (kallad Marie-Maurille) Virot de Sombreuil de Villelume, född den 14 februari 1768 i Bonnac-la-Côte, död den 15 maj 1823 i Avignon, var en fransk grevinna. 
Hon var dotter till Charles François de Virot de Sombreuil och syster till Charles Eugène Gabriel de Sombreuil, och gift med guvernören för invalidfilialen i Avignon de Villelume. 
Hon är ryktbar genom sitt modiga uppträdande under septembermorden, vilket förmådde mördarbanden att skona hennes far, som var guvernör i invalidhotellet. En sägen, att hon därvid tvangs att dricka ett glas människoblod, har spelat en ganska stor roll inom litteraturen, och Victor Hugo har grundat en av sina odes et ballades på den, men dess sanningsenlighet har på goda grunder bestridits. 